# Pyrgoptila
Pyrgoptila is een geslacht van vlinders van de familie sikkelmotten (Oecophoridae), uit de onderfamilie Oecophorinae.

## Soorten
- P. callidesma (Lower, 1894)
- P. chloreis (Turner, 1914)
- P. penthistis Lower, 1923
- P. platyleuca Turner, 1941
- P. praecana Meyrick, 1913
- P. serpentina Meyrick, 1889
- P. zelotis Meyrick, 1902